# Episodi di K2 + 1
La prima e unica stagione della serie televisiva K2 + 1 è andata in onda in Italia dal 27 luglio al 15 settembre 1971 sul Programma Nazionale per i primi sei episodi e sul Secondo Programma della Rai per il settimo e ultimo episodio.
Nella tabella sottostante sono indicati il numero dell'episodio, italiano e tedesco (tra parentesi), i titoli, l'ambientazione degli episodi e le date di trasmissione in Germania e in Italia. In Germania gli episodi vennero trasmessi una volta al mese e in ordine diverso rispetto alla trasmissione italiana.
| nº    | Titolo italiano        | Titolo tedesco                 | Ambientazione        | Prima TV Germania | Prima TV Italia   |
| ----- | ---------------------- | ------------------------------ | -------------------- | ----------------- | ----------------- |
| 1 (4) | La gardenia misteriosa | Schwarz und Rot                | Principato di Monaco | 29 maggio 1971    | 27 luglio 1971    |
| 2 (5) | Gli occhi di Siva      | Die Augen des Schiwa           | Monaco di Baviera    | 26 giugno 1971    | 3 agosto 1971     |
| 3 (2) | Lo sceicco             | Der Scheich                    | Roma                 | 27 marzo 1971     | 10 agosto 1971    |
| 4 (1) | Il piccolo Lord        | Der Kleine Lord                | Venezia              | 27 febbraio 1971  | 17 agosto 1971    |
| 5 (3) | Il furto del Raffaello | Der Diebstahl des Raffael      | Firenze              | 24 aprile 1971    | 24 agosto 1971    |
| 6 (7) | Il bivio               | Überfall auf den Geldtransport | Lago di Starnberg    | 14 agosto 1971    | 31 agosto 1971    |
| 7 (6) | 10° marito             | Alle Guten dinge Sind Zehn     | Nizza                | 24 luglio 1971    | 15 settembre 1971 |

## La gardenia misteriosa
- Prima televisiva tedesca: 29 maggio 1971
- Prima televisiva italiana: 27 luglio 1971
- Sceneggiatura: Francesco Milizia, Biagio Proietti, Alan Hackney

### Trama
Alberto, arrivato con Judy e Kathy nel Principato di Monaco al termine di una serie di concerti, viene ricevuto dal suo impresario per essere pagato alla vigilia di un'altra tournée a Barcellona. Trattiene per sé anche i compensi delle donne ma, durante la notte, le due trafugano le buste con i soldi per andare a giocare al casinò. Rimasto senza soldi e ridotto a vagabondare per strada, Alberto deve accettare la proposta di esibirsi come voce solista di un complesso (i "Kangaroos") di genere diverso rispetto a quello prediletto, trovandosi presto a mal partito. Il cantante titolare si è dileguato misteriosamente e Kathy, travestita da giapponese, grazie all'omaggio di una gardenia bianca fatto da un suo ammiratore, riesce a vincere una somma consistente. Judy però, dentro il pulmino del complesso musicale riesce a scoprire la verità sul loro conto, mentre Alberto, rientrato con uno stratagemma nella sua stanza d'albergo, scopre un cadavere dentro l'armadio.
- Guest star: Fulvio Mingozzi (l'impresario)
- Nota: Il titolo tedesco significa Nero o rosso.

## Gli occhi di Siva
- Prima televisiva tedesca: 26 giugno 1971
- Prima televisiva italiana: 3 agosto 1971
- Sceneggiatura: Francesco Milizia, Biagio Proietti, Alan Hackney

### Trama
In un museo di Monaco di Baviera è conservata una statua della divinità indiana Siva, che possiede una particolarità: entrambi gli occhi, di colore verde, sono smeraldi preziosi e incastonati alla perfezione da rendere molto difficile toglierli dalla loro sede senza sminuirne il grande valore. Judy e Kathy, arrivate nella città tedesca con Alberto da una tournée a Madrid, scoprono che un criminale, denominato "Faccia sfregiata", ha tentato diverse volte di impossessarsi dei preziosi, senza successo. Judy, aiutata dalla sorella, riesce a introdursi come copista nel salone del museo e lì fa la conoscenza di un guru che offre spiegazioni ai turisti e del proprietario del museo, non insensibile nei suoi confronti tanto da invitarla spesso a cena. Alberto, geloso del comportamento della sua fidanzata, installa nella loro camera un microfono per ascoltare le conversazioni e le fa partecipare a corsi di yoga. Dopo diversi tentativi, Judy riesce a trafugare gli smeraldi ma sia lei che Alberto vengono ipnotizzati da una voce strana che parla per conto della divinità, mentre tutti i guardiani vengono narcotizzati col gas. Soltanto Kathy può salvarli, col grande rischio di compromettersi troppo.
- Guest stars: Steffen Zacharias (proprietario del museo), Kalam Shamsuddin (guru indiano)
- Nota: Steffen Zacharias è doppiato da Silvio Spaccesi.

## Lo sceicco
- Prima televisiva tedesca: 27 marzo 1971
- Prima televisiva italiana: 10 agosto 1971
- Sceneggiatura: Francesco Milizia, Biagio Proietti, Alan Hackney

### Trama
Nell'ambasciata di un paese straniero uno sceicco giovane ed esule, accompagnato dal suo segretario, si fa ricoverare in una clinica del riposo; costui presto affascina tutte le infermiere anche perché possiede una collezione di perle dal valore inestimabile. La notizia arriva anche a Judy e Kathy, una volta giunte a Roma per proseguire la tournée; però Alberto si fa sorprendere da Judy in uno sgabuzzino mentre sta baciando la sorella. Rompe quindi il fidanzamento e, fingendo di avere i nervi scossi, si fa ricoverare in clinica mentre l'impresario dello spettacolo minaccia Alberto di disdire il contratto se entro ventiquattr'ore Judy non viene ritrovata. Le due sorelle, scambiandosi ogni volta i ruoli, riescono a fare breccia nel cuore dello sceicco al posto di un'infermiera bruna che viene allontanata malamente dal segretario e Judy riesce a farsi aprire lo scrigno in cui sono custodite alcune perle preziose, accanto a enormi bauli nei quali è posto il resto delle sue ricchezze. Nel frattempo Alberto, sempre più ubriaco per la doppia delusione sentimentale e lavorativa, decide anche lui di farsi ricoverare in preda all'esaurimento nervoso quando scopre che le due gemelle nella loro camera avevano piazzato un registratore a bobine e, per addormentarlo, gli iniettano un potente sonnifero. Quando sembra che il colpo debba riuscire, Judy entrata da sola nell'ambasciata viene narcotizzata e lo sceicco viene ucciso in clinica con un pugnale.
- Guest stars: Antonio La Raina (l'impresario), Enzo Garinei (Alim, il segretario), Bianca Maria Roccatani, Valeria Sabel

## Il piccolo Lord
- Prima televisiva tedesca: 27 febbraio 1971
- Prima televisiva italiana: 17 agosto 1971
- Sceneggiatura: Francesco Milizia, Biagio Proietti, Alan Hackney

### Trama
A Venezia, in una casa signorile di proprietà di una nobildonna inglese è conservata una collezione di statuine di animali in oro finemente lavorato e di grande valore artistico in una bacheca sorvegliata da un sistema d'allarme, che lei ha disposto di lasciare in eredità suddividendola in parti uguali a un conte e alla sua cameriera che soggiornano in un lussuoso yatch. Kathy si fa assumere dalla nobildonna sotto il falso nome di Helga come nuova governante del nipote Valentino, mentre Judy intrattiene Alberto, che inizia ad avere dei sospetti, tenendogli compagnia con una romantica passeggiata in gondola. Il piano è quello di sostituire gli originali con delle copie realizzate in vetro di Murano e in un primo momento il trucco funziona, fino al momento in cui Valentino si accorge dello scambio delle statuette e della reale identità di Helga. Mentre Alberto, travestito da ispettore dell'Interpol, insegue le due gemelle per tutta Venezia, il bambino viene rapito da un misterioso malfattore che chiede come riscatto l'intera collezione.
- Guest stars: Dina Perbellini (la nobildonna), Richard Dunne (Emilio, il conte), Alice Rossi (Anita, la governante della nobildonna), Guy Hackney (Valentino), Patrizia Giammei (la cameriera di Emilio)

## Il furto del Raffaello
- Prima televisiva tedesca: 24 aprile 1971
- Prima televisiva italiana: 24 agosto 1971
- Sceneggiatura: Francesco Milizia, Biagio Proietti, Alan Hackney, Carey Wilber

### Trama
A Firenze, il proprietario di un'antica villa muore e l'erede dispone la vendita all'asta di tutte le opere presenti, tra cui un quadro di donna attribuito a Raffaello del valore di svariati milioni di dollari. Judy e Kathy, al loro arrivo con Alberto in tournée, mettono gli occhi addosso al dipinto ma Judy, nel tentativo di impadronirsene, si procura una lussazione alla caviglia, rischiando di compromettere le loro esibizioni. Kathy, entrata nella villa durante una visita turistica, cerca di farsi fare un ritratto da un pittore per sottrargli la copia che ne ha fatto per sé, ma costui non si accorge che le sorelle, scambiatesi i ruoli durante le pose, hanno un naso leggermente diverso, e grazie a questo accorgimento riescono a rubarla. Alberto cerca di prevenire le loro mosse rubando a sua volta il quadro autentico nella villa; per sfuggire al cane da guardia, si introduce in un'armatura, ma una volta uscito fuori, viene sorpreso dal giovane erede, che vive dentro un furgoncino come un figlio dei fiori con la sua ragazza. Invitato a rimettere a posto il dipinto, Alberto si libera con grande difficoltà dell'armatura e, una volta rientrato nel dietro le quinte del teatro, viene scoperto da Judy e Kathy che lo imprigionano imbavagliato su una tavola di legno con dei coltelli conficcati nei vestiti. Le gemelle, dopo essere sfuggite a un tentativo di rapimento, si intrufolano all'asta, scambiano la copia con l'originale e fuggono in direzione del parco antistante la villa, dove le attende un elicottero; ma si trovano in pericolo poiché non sanno che il vero ladro, il quale aveva spiato tutte le loro mosse, le sta attendendo nei pressi del velivolo con un suo complice.
- Guest stars: Bill Vanders (il pittore), Goffredo Alessandrini (il banditore d'asta), Lucio Zarini (l'erede), Daniela Caroli (la sua ragazza)
- Nota: unico episodio della serie sceneggiato da Carey Wilber.

## Il bivio
- Prima televisiva tedesca: 14 agosto 1971
- Prima televisiva italiana: 31 agosto 1971
- Sceneggiatura: Francesco Milizia, Biagio Proietti, Alan Hackney

### Trama
Judy e Kathy, ispirandosi a un film visto al cinema e approfittando del fatto che Alberto soffre di febbre da fieno, nei pressi del Lago di Starnberg tentano un'impresa clamorosa: rubare un furgone blindato con scorta armata che trasporta i valori di una banca, simulando un incidente stradale con un rottame di automobile prelevato da uno sfasciacarrozze. Riescono a impadronirsi del furgone, ma sono costrette a nasconderlo, dapprima in aperta campagna e in seguito, dopo averlo riverniciato, accanto al tendone di un circo itinerante. Grazie a un antistaminico, Alberto cerca di ostacolarle in tutti i modi, ma rischia di essere arrestato dall'ispettore di polizia, prima per oltraggio al pudore e poi per false dichiarazioni. Quando le gemelle, raggiunto un bivio, sono sul punto di aprire il furgone per impossessarsi del denaro, si fanno vivi i veri banditi, due persone insospettabili, i quali travestiti da poliziotti si impossessano del blindato e fuggono. L'ispettore, però, dando stavolta retta al racconto di Alberto, decide di mettersi al loro inseguimento poiché sono dei pericolosi criminali lungamente ricercati.
- Guest star: Riccardo Paladini (l'ispettore di polizia)
- Nota: Il titolo tedesco significa Rapina al portavalori. Nella scena iniziale della sala cinematografica compare Horst Tappert, non ancora diventato celebre, nell'inquadratura di un film.

## 10° marito
- Prima televisiva tedesca: 24 luglio 1971
- Prima televisiva italiana: 15 settembre 1971
- Sceneggiatura: Francesco Milizia, Biagio Proietti, Alan Hackney

### Trama
Rimasta sola a causa di un disguido su un aereo diretto a Nizza, Kathy fa la conoscenza di Lucy Sutton, una stravagante miliardaria rimasta vedova per la nona volta: il suo ultimo marito, infatti, era saltato in aria con il suo aereo privato mentre si accingeva a fuggire con l'amante. Diventate amiche, la miliardaria rivela di un'eredità lasciatale dal suo primo marito, una miniera d'oro destinata a colui che fosse riuscito a resistere per più di un anno alla convivenza con la donna. Nessuno degli otto successori del primo consorte è riuscito nell'impresa e perciò, Kathy e Judy riescono a convincere Alberto a sedurre la vedova, sposandola per la decima volta e resistendo il tempo stabilito. Assunto come cantante nelle feste organizzate nella villa, l'impresa sembra riuscire quando si mette in mezzo Rudy, un aitante e giovane pretendente della miliardaria. Le due gemelle allora, per facilitare il compito ad Alberto, cercano di intrattenere Rudy quando, durante una festa, quest'ultimo viene trovato morto fulminato da una scarica elettrica mentre nuota in piscina. La polizia brancola nel buio e Lucy, nel frattempo, facilita l'acquisizione dei documenti per Alberto alla vigilia delle sue decime nozze quando, il giorno della cerimonia, le due gemelle vengono rapite e imprigionate dentro uno scantinato.
- Guest stars: Giuliana Rivera (Lucy Sutton), Paolo Giusti (Rudy von Dasenberg), Michele Placido (un fattorino)
- Nota: Ultimo episodio della serie. Il titolo tedesco significa Le cose migliori si fanno in dieci.